# Giải Vô địch Trượt băng nghệ thuật Bốn châu lục

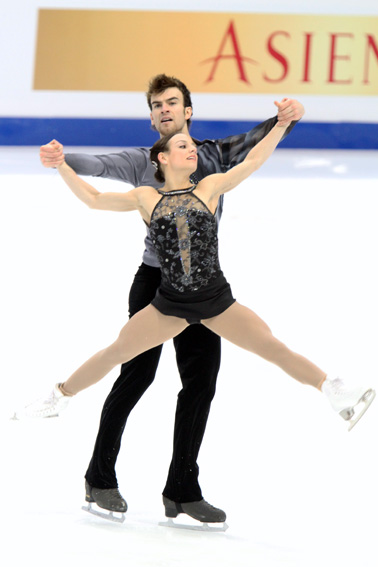
Meagan Duhamel và Eric Radford tại Giải vô địch Bốn châu lục 2011

Giải Vô địch Trượt băng nghệ thuật Bốn châu lục (Four Continents Figure Skating Championships – 4CC) là một giải đấu trượt băng nghệ thuật thường niên, được tổ chức bởi Liên đoàn Trượt băng Quốc tế (ISU). Giải đấu được thành lập vào năm 1999, dành cho đối tượng tham gia là các vận động viên đại diện cho các nước nằm ngoài khu vực Châu Âu, với giá trị danh hiệu tương đương với một giải đấu lâu đời khác của ISU là Giải Vô địch Trượt băng nghệ thuật Châu Âu. Tên gọi của giải đấu đại diện cho 4 khu vực Châu Phi, Châu Mỹ, Châu Á và Châu Đại Dương (bốn trong số các lục địa được đại diện trong các vòng tròn Olympic, ngoại trừ Châu Âu). Huy chương được trao cho 4 hạng mục Đơn nam, Đơn nữ, Đôi, và Khiêu vũ trên băng.
Trong lịch sử, thành tích tại giải 4CC chủ yếu được thống trị bởi 4 quốc gia  – Canada, Trung Quốc, Nhật Bản và Hoa Kỳ, với tổng cộng 258 trong số 264 huy chương được trao cho các nước này. Sau này có thêm Kazakhstan, Hàn Quốc, Uzbekistan và Triều Tiên là những nước đã giành được huy chương tại đấu trường 4CC.

## Tiêu chuẩn tham dự
Các vận động viên trượt băng nghệ thuật phải là đại diện thuộc các Liên đoàn quốc gia không thuộc khu vực Châu Âu của ISU. Mỗi quốc gia thành viên có thể đăng ký tham gia với số lượng tối đa ba vận động viên hoặc ba cặp vận động viên trong mỗi nội dung thi đấu, với điều kiện mỗi thí sinh đều phải đạt được mức điểm kỹ thuật (Technical Element Score – TES) tối thiểu trong mùa giải hiện tại hoặc trước đó. Ngoài những điều kiện bắt buộc, các Liên đoàn quốc gia được quyền lựa chọn đội tuyển dự thi theo tiêu chí riêng của họ. Cũng như các Giải đấu ISU cấp cao khác, những vận động viên tham gia phải đủ 15 tuổi ít nhất trước ngày 1 tháng 7 của năm liền kề trước năm tham dự giải đấu.
Từ giải đấu năm 2018, các quốc gia đủ điều kiện gửi vận động viên tham dự giải bao gồm: Argentina, Úc, Brazil, Campuchia, Canada, Trung Quốc, Đài Bắc Trung Hoa, Triều Tiên, Hồng Kông, Ấn Độ, Indonesia, Nhật Bản, Kazakhstan, Cộng hòa Kyrgyzstan, Malaysia, Mexico, Mông Cổ, Maroc, New Zealand, Philippines, Hàn Quốc, Singapore, Nam Phi, Thái Lan, Các Tiểu vương quốc Ả Rập Thống nhất, Hoa Kỳ và Uzbekistan.

## Vận động viên giành huy chương

### Đơn nam
| Năm  | Thành phố đăng cai | Huy chương vàng                     | Huy chương bạc                      | Huy chương đồng                     | Nguồn  |
| 1999 | Halifax            | Takeshi Honda                       | Li Chengjiang                       | Elvis Stojko                        | [ 2 ]  |
| 2000 | Osaka              | Elvis Stojko                        | Li Chengjiang                       | Zhang Min                           | [ 2 ]  |
| 2001 | Salt Lake City     | Li Chengjiang                       | Takeshi Honda                       | Michael Weiss                       | [ 3 ]  |
| 2002 | Jeonju             | Jeffrey Buttle                      | Takeshi Honda                       | Gao Song                            | [ 4 ]  |
| 2003 | Bắc Kinh           | Takeshi Honda                       | Zhang Min                           | Li Chengjiang                       | [ 5 ]  |
| 2004 | Hamilton           | Jeffrey Buttle                      | Emanuel Sandhu                      | Evan Lysacek                        | [ 6 ]  |
| 2005 | Gangneung          | Evan Lysacek                        | Li Chengjiang                       | Daisuke Takahashi                   | [ 7 ]  |
| 2006 | Colorado Springs   | Nobunari Oda                        | Christopher Mabee                   | Matthew Savoie                      | [ 8 ]  |
| 2007 | Colorado Springs   | Evan Lysacek                        | Jeffrey Buttle                      | Jeremy Abbott                       | [ 9 ]  |
| 2008 | Goyang             | Daisuke Takahashi                   | Jeffrey Buttle                      | Evan Lysacek                        | [ 10 ] |
| 2009 | Vancouver          | Patrick Chan                        | Evan Lysacek                        | Takahiko Kozuka                     | [ 11 ] |
| 2010 | Jeonju             | Adam Rippon                         | Tatsuki Machida                     | Kevin Reynolds                      | [ 12 ] |
| 2011 | Đài Bắc            | Daisuke Takahashi                   | Yuzuru Hanyu                        | Jeremy Abbott                       | [ 13 ] |
| 2012 | Colorado Springs   | Patrick Chan                        | Daisuke Takahashi                   | Ross Miner                          | [ 14 ] |
| 2013 | Osaka              | Kevin Reynolds                      | Yuzuru Hanyu                        | Yan Han                             | [ 15 ] |
| 2014 | Đài Bắc            | Takahito Mura                       | Takahiko Kozuka                     | Song Nan                            | [ 16 ] |
| 2015 | Seoul              | Denis Ten                           | Joshua Farris                       | Yan Han                             | [ 17 ] |
| 2016 | Đài Bắc            | Patrick Chan                        | Jin Boyang                          | Yan Han                             | [ 18 ] |
| 2017 | Gangneung          | Nathan Chen                         | Yuzuru Hanyu                        | Shoma Uno                           | [ 19 ] |
| 2018 | Đài Bắc            | Jin Boyang                          | Shoma Uno                           | Jason Brown                         | [ 20 ] |
| 2019 | Anaheim            | Shoma Uno                           | Jin Boyang                          | Vincent Zhou                        | [ 21 ] |
| 2020 | Seoul              | Yuzuru Hanyu                        | Jason Brown                         | Yuma Kagiyama                       | [ 22 ] |
| 2021 | Sydney             | Sự kiện bị hủy do Đại dịch COVID–19 | Sự kiện bị hủy do Đại dịch COVID–19 | Sự kiện bị hủy do Đại dịch COVID–19 | [ 23 ] |
| 2022 | Tallinn            | Cha Junhwan                         | Kazuki Tomono                       | Kao Miura                           | [ 23 ] |
| 2023 | Sydney             |                                     |                                     |                                     | [ 23 ] |

### Đơn nữ
| Năm  | Thành phố đăng cai | Huy chương vàng                     | Huy chương bạc                      | Huy chương đồng                     | Nguồn  |
| 1999 | Halifax            | Tatiana Malinina                    | Amber Corwin                        | Angela Nikodinov                    | [ 24 ] |
| 2000 | Osaka              | Angela Nikodinov                    | Stacey Pensgen                      | Annie Bellemare                     | [ 24 ] |
| 2001 | Salt Lake City     | Fumie Suguri                        | Angela Nikodinov                    | Yoshie Onda                         | [ 3 ]  |
| 2002 | Jeonju             | Jennifer Kirk                       | Shizuka Arakawa                     | Yoshie Onda                         | [ 4 ]  |
| 2003 | Bắc Kinh           | Fumie Suguri                        | Shizuka Arakawa                     | Yukari Nakano                       | [ 5 ]  |
| 2004 | Hamilton           | Yukina Ota                          | Cynthia Phaneuf                     | Amber Corwin                        | [ 6 ]  |
| 2005 | Gangneung          | Fumie Suguri                        | Yoshie Onda                         | Jennifer Kirk                       | [ 7 ]  |
| 2006 | Colorado Springs   | Katy Taylor                         | Yukari Nakano                       | Beatrisa Liang                      | [ 8 ]  |
| 2007 | Colorado Springs   | Kimmie Meissner                     | Emily Hughes                        | Joannie Rochette                    | [ 9 ]  |
| 2008 | Goyang             | Mao Asada                           | Joannie Rochette                    | Miki Ando                           | [ 10 ] |
| 2009 | Vancouver          | Yuna Kim                            | Joannie Rochette                    | Mao Asada                           | [ 11 ] |
| 2010 | Jeonju             | Mao Asada                           | Akiko Suzuki                        | Caroline Zhang                      | [ 12 ] |
| 2011 | Đài Bắc            | Miki Ando                           | Mao Asada                           | Mirai Nagasu                        | [ 13 ] |
| 2012 | Colorado Springs   | Ashley Wagner                       | Mao Asada                           | Caroline Zhang                      | [ 14 ] |
| 2013 | Osaka              | Mao Asada                           | Akiko Suzuki                        | Kanako Murakami                     | [ 15 ] |
| 2014 | Đài Bắc            | Kanako Murakami                     | Satoko Miyahara                     | Li Zijun                            | [ 16 ] |
| 2015 | Seoul              | Polina Edmunds                      | Satoko Miyahara                     | Rika Hongo                          | [ 17 ] |
| 2016 | Đài Bắc            | Satoko Miyahara                     | Mirai Nagasu                        | Rika Hongo                          | [ 18 ] |
| 2017 | Gangneung          | Mai Mihara                          | Gabrielle Daleman                   | Mirai Nagasu                        | [ 19 ] |
| 2018 | Đài Bắc            | Kaori Sakamoto                      | Mai Mihara                          | Satoko Miyahara                     | [ 20 ] |
| 2019 | Anaheim            | Rika Kihira                         | Elizabet Tursynbayeva               | Mai Mihara                          | [ 21 ] |
| 2020 | Seoul              | Rika Kihira                         | You Young                           | Bradie Tennell                      | [ 22 ] |
| 2021 | Sydney             | Sự kiện bị hủy do Đại dịch COVID–19 | Sự kiện bị hủy do Đại dịch COVID–19 | Sự kiện bị hủy do Đại dịch COVID–19 | [ 23 ] |
| 2022 | Tallinn            | Mai Mihara                          | Lee Haein                           | Kim Yelim                           | [ 23 ] |
| 2023 | Sydney             |                                     |                                     |                                     | [ 23 ] |

### Đôi
| Năm  | Thành phố đăng cai | Huy chương vàng                     | Huy chương bạc                           | Huy chương đồng                         | Nguồn  |
| 1999 | Halifax            | Shen Xue / Zhao Hongbo              | Kristy Sargeant / Kris Wirtz             | Danielle Hartsell / Steve Hartsell      | [ 25 ] |
| 2000 | Osaka              | Jamie Salé / David Pelletier        | Kyoko Ina / John Zimmerman               | Tiffany Scott / Philip Dulebohn         | [ 25 ] |
| 2001 | Salt Lake City     | Jamie Salé / David Pelletier        | Shen Xue / Zhao Hongbo                   | Kyoko Ina / John Zimmerman              | [ 3 ]  |
| 2002 | Jeonju             | Pang Qing / Tong Jian               | Anabelle Langlois / Patrice Archetto     | Zhang Dan / Zhang Hao                   | [ 4 ]  |
| 2003 | Bắc Kinh           | Shen Xue / Zhao Hongbo              | Pang Qing / Tong Jian                    | Zhang Dan / Zhang Hao                   | [ 5 ]  |
| 2004 | Hamilton           | Pang Qing / Tong Jian               | Zhang Dan / Zhang Hao                    | Valérie Marcoux / Craig Buntin          | [ 6 ]  |
| 2005 | Gangneung          | Zhang Dan / Zhang Hao               | Pang Qing / Tong Jian                    | Kathryn Orscher / Garrett Lucash        | [ 7 ]  |
| 2006 | Colorado Springs   | Rena Inoue / John Baldwin           | Utako Wakamatsu / Jean–Sébastien Fecteau | Elizabeth Putnam / Sean Wirtz           | [ 8 ]  |
| 2007 | Colorado Springs   | Shen Xue / Zhao Hongbo              | Pang Qing / Tong Jian                    | Rena Inoue / John Baldwin               | [ 9 ]  |
| 2008 | Goyang             | Pang Qing / Tong Jian               | Zhang Dan / Zhang Hao                    | Brooke Castile / Benjamin Okolski       | [ 10 ] |
| 2009 | Vancouver          | Pang Qing / Tong Jian               | Jessica Dubé / Bryce Davison             | Zhang Dan / Zhang Hao                   | [ 11 ] |
| 2010 | Jeonju             | Zhang Dan / Zhang Hao               | Keauna McLaughlin / Rockne Brubaker      | Meagan Duhamel / Craig Buntin           | [ 12 ] |
| 2011 | Đài Bắc            | Pang Qing / Tong Jian               | Meagan Duhamel / Eric Radford            | Paige Lawrence / Rudi Swiegers          | [ 13 ] |
| 2012 | Colorado Springs   | Sui Wenjing / Han Cong              | Caydee Denney / John Coughlin            | Mary Beth Marley / Rockne Brubaker      | [ 14 ] |
| 2013 | Osaka              | Meagan Duhamel / Eric Radford       | Kirsten Moore–Towers / Dylan Moscovitch  | Marissa Castelli / Simon Shnapir        | [ 15 ] |
| 2014 | Đài Bắc            | Sui Wenjing / Han Cong              | Tarah Kayne / Daniel O'Shea              | Alexa Scimeca / Chris Knierim           | [ 16 ] |
| 2015 | Seoul              | Meagan Duhamel / Eric Radford       | Peng Cheng / Zhang Hao                   | Pang Qing / Tong Jian                   | [ 17 ] |
| 2016 | Đài Bắc            | Sui Wenjing / Han Cong              | Alexa Scimeca / Chris Knierim            | Yu Xiaoyu / Jin Yang                    | [ 18 ] |
| 2017 | Gangneung          | Sui Wenjing / Han Cong              | Meagan Duhamel / Eric Radford            | Liubov Ilyushechkina / Dylan Moscovitch | [ 19 ] |
| 2018 | Đài Bắc            | Tarah Kayne / Danny O'Shea          | Ashley Cain / Timothy LeDuc              | Ryom Tae–ok / Kim Ju–sik                | [ 20 ] |
| 2019 | Anaheim            | Sui Wenjing / Han Cong              | Kirsten Moore–Towers / Michael Marinaro  | Peng Cheng / Jin Yang                   | [ 21 ] |
| 2020 | Seoul              | Sui Wenjing / Han Cong              | Peng Cheng / Jin Yang                    | Kirsten Moore–Towers / Michael Marinaro | [ 22 ] |
| 2021 | Sydney             | Sự kiện bị hủy do Đại dịch COVID–19 | Sự kiện bị hủy do Đại dịch COVID–19      | Sự kiện bị hủy do Đại dịch COVID–19     | [ 23 ] |
| 2022 | Tallinn            | Audrey Lu / Misha Mitrofanov        | Emily Chan / Spencer Akira Howe          | Evelyn Walsh / Trennt Michaud           | [ 23 ] |
| 2023 | Sydney             |                                     |                                          |                                         | [ 23 ] |

### Khiêu vũ trên băng
| Năm  | Thành phố đăng cai | Huy chương vàng                        | Huy chương bạc                         | Huy chương đồng                          | Nguồn  |
| 1999 | Halifax            | Shae–Lynn Bourne / Victor Kraatz       | Chantal Lefebvre / Michel Brunet       | Naomi Lang / Peter Tchernyshev           | [ 26 ] |
| 2000 | Osaka              | Naomi Lang / Peter Tchernyshev         | Marie–France Dubreuil / Patrice Lauzon | Jamie Silverstein / Justin Pekarek       | [ 26 ] |
| 2001 | Salt Lake City     | Shae–Lynn Bourne / Victor Kraatz       | Naomi Lang / Peter Tchernyshev         | Marie–France Dubreuil / Patrice Lauzon   | [ 3 ]  |
| 2002 | Jeonju             | Naomi Lang / Peter Tchernyshev         | Tanith Belbin / Benjamin Agosto        | Megan Wing / Aaron Lowe                  | [ 4 ]  |
| 2003 | Bắc Kinh           | Shae–Lynn Bourne / Victor Kraatz       | Tanith Belbin / Benjamin Agosto        | Naomi Lang / Peter Tchernyshev           | [ 5 ]  |
| 2004 | Hamilton           | Tanith Belbin / Benjamin Agosto        | Marie–France Dubreuil / Patrice Lauzon | Megan Wing / Aaron Lowe                  | [ 6 ]  |
| 2005 | Gangneung          | Tanith Belbin / Benjamin Agosto        | Melissa Gregory / Denis Petukhov       | Lydia Manon / Ryan O'Meara               | [ 7 ]  |
| 2006 | Colorado Springs   | Tanith Belbin / Benjamin Agosto        | Morgan Matthews / Maxim Zavozin        | Tessa Virtue / Scott Moir                | [ 8 ]  |
| 2007 | Colorado Springs   | Marie–France Dubreuil / Patrice Lauzon | Tanith Belbin / Benjamin Agosto        | Tessa Virtue / Scott Moir                | [ 9 ]  |
| 2008 | Goyang             | Tessa Virtue / Scott Moir              | Meryl Davis / Charlie White            | Kimberly Navarro / Brent Bommentre       | [ 10 ] |
| 2009 | Vancouver          | Meryl Davis / Charlie White            | Tessa Virtue / Scott Moir              | Emily Samuelson / Evan Bates             | [ 11 ] |
| 2010 | Jeonju             | Kaitlyn Weaver / Andrew Poje           | Allie Hann–McCurdy / Michael Coreno    | Madison Hubbell / Keiffer Hubbell        | [ 12 ] |
| 2011 | Đài Bắc            | Meryl Davis / Charlie White            | Maia Shibutani / Alex Shibutani        | Vanessa Crone / Paul Poirier             | [ 13 ] |
| 2012 | Colorado Springs   | Tessa Virtue / Scott Moir              | Meryl Davis / Charlie White            | Kaitlyn Weaver / Andrew Poje             | [ 14 ] |
| 2013 | Osaka              | Meryl Davis / Charlie White            | Tessa Virtue / Scott Moir              | Madison Chock / Evan Bates               | [ 15 ] |
| 2014 | Đài Bắc            | Madison Hubbell / Zachary Donohue      | Piper Gilles / Paul Poirier            | Alexandra Aldridge / Daniel Eaton        | [ 16 ] |
| 2015 | Seoul              | Kaitlyn Weaver / Andrew Poje           | Madison Chock / Evan Bates             | Maia Shibutani / Alex Shibutani          | [ 17 ] |
| 2016 | Đài Bắc            | Maia Shibutani / Alex Shibutani        | Madison Chock / Evan Bates             | Kaitlyn Weaver / Andrew Poje             | [ 18 ] |
| 2017 | Gangneung          | Tessa Virtue / Scott Moir              | Maia Shibutani / Alex Shibutani        | Madison Chock / Evan Bates               | [ 19 ] |
| 2018 | Đài Bắc            | Kaitlin Hawayek / Jean–Luc Baker       | Carolane Soucisse / Shane Firus        | Kana Muramoto / Chris Reed               | [ 20 ] |
| 2019 | Anaheim            | Madison Chock / Evan Bates             | Kaitlyn Weaver / Andrew Poje           | Piper Gilles / Paul Poirier              | [ 21 ] |
| 2020 | Seoul              | Madison Chock / Evan Bates             | Piper Gilles / Paul Poirier            | Madison Hubbell / Zachary Donohue        | [ 22 ] |
| 2021 | Sydney             | Sự kiện bị hủy do Đại dịch COVID–19    | Sự kiện bị hủy do Đại dịch COVID–19    | Sự kiện bị hủy do Đại dịch COVID–19      | [ 23 ] |
| 2022 | Tallinn            | Caroline Green / Michael Parsons       | Kana Muramoto / Daisuke Takahashi      | Christina Carreira / Anthony Ponomarenko | [ 23 ] |
| 2023 | Sydney             |                                        |                                        |                                          | [ 23 ] |

## Thống kê huy chương theo quốc gia
| Hạng               | Đoàn               | Vàng | Bạc | Đồng | Tổng số |
| ------------------ | ------------------ | ---- | --- | ---- | ------- |
| 1                  | Hoa Kỳ             | 27   | 27  | 40   | 94      |
| 2                  | Nhật Bản           | 23   | 22  | 16   | 61      |
| 3                  | Canada             | 20   | 26  | 20   | 66      |
| 4                  | Trung Quốc         | 18   | 14  | 14   | 46      |
| 5                  | Hàn Quốc           | 2    | 2   | 1    | 5       |
| 6                  | Kazakhstan         | 1    | 1   | 0    | 2       |
| 7                  | Uzbekistan         | 1    | 0   | 0    | 1       |
| 8                  | CHDCND Triều Tiên  | 0    | 0   | 1    | 1       |
| Tổng số (8 đơn vị) | Tổng số (8 đơn vị) | 92   | 92  | 92   | 276     |